# Джавайро Ділросун
Джавайро Джорено Фаустіно Ділросун (нід. Javairô Joreno Faustino Dilrosun; нар. 22 червня 1998, Амстердам) — нідерландський футболіст суринамського походження, крайній нападник клубу «Феєнорд». Виступав за збірну Нідерландів.

## Клубна кар'єра

### Ранні роки
Джавайро Ділросун народився 22 червня 1998 року в Амстердамі. Почав займатися футболом у чотири роки, згодом приєднався до дитячої команди АСВ «Арсенал». Клубу довелося просити у футбольного союзу Нідерландів дозвіл на виступ Ділросуна за команду в матчах, оскільки гравець був надто молодим. Своїми виступами Джавайро швидко привернув до себе увагу академій провідних команд країни і в 2006 році перейшов до складу футбольної академії «Аякса», де вісім років виступав за команди різного віку. Влітку 2014 року гравець перейшов до англійського «Манчестер Сіті», оскільки не бачив подальших перспектив у своїх виступах за «Аякс».
Чотири сезони Ділросун виступав за молодіжний склад «Сіті», провівши 27 матчів у Прем'єр-лізі 2 та 8 матчів у Юнацькій лізі УЄФА. Виступами за основну команду футболіст не відзначився. Після закінчення сезону 2017/18 контракт гравця з англійською командою добігав кінця і незважаючи на те, що «Манчестер Сіті» запропонував Джавайро новий, 3 травня 2018 року клуб німецької Бундесліги «Герта» оголосив про підписання з Ділросуном довгострокового контракту на чотири роки, починаючи з 1 липня 2018 року. Повідомлялося, що інтерес до гравця також виявляли «Бенфіка», «Ліверпуль», «Ювентус», а також деякі клуби з Німеччини.

### «Герта»
Перші офіційні матчі в Німеччині Ділросун провів у серпні за резервну команду «Герти» у Регіональній лізі. 2 вересня 2018 року гравець дебютував у чемпіонаті Німеччини, замінивши на початку гостьового матчу проти «Шальке 04» Каріма Рекіка, який травмувався. На 15-й хвилині зустрічі з передачі Ділросуна Ондрей Дуда забив перший гол у матчі. Гра завершилася перемогою «Герти» з рахунком 2:0. 15 вересня Ділросун вперше вийшов на поле у стартовому складі в чемпіонаті і в цьому ж матчі забив свій перший гол у Бундеслізі, відкривши рахунок у гостьовій грі проти «Вольфсбурга», що завершилася з рахунком 2:2. У листопаді під час виступів за збірну Нідерландів Джавайро зазнав травми. Оговтавшись від неї, він взяв участь у товариському матчі проти «Айнтрахту» з Брауншвейгва, який відбувся 31 січня 2019 року. У ході гри футболіст знову травмувався і змушений був замінитися .
31 серпня 2021 року був відданий в оренду до французького клубу «Бордо» на сезон із правом викупу. Там він дебютував 12 вересня 2021 року в матчі Ліги 1 проти «Ланса». 19 грудня 2021 року Ділросун забив свій перший гол за клуб в Кубку Франції проти «Жумо Мзуазії». Всього у 32 іграх чемпіонату він 19 разів виходив у стартовому складі та забив 2 голи, але команда за підсумками сезону вилетіла до Ліги 2, через що клуб відмовився від викупу контракту гравця.

### «Феєнорд»
11 липня 2022 року Ділросун підписав чотирирічний контракт з нідерландським «Феєнордом», за який дебютував в Ередивізі 7 серпня 2022 року проти «Вітессе» (5:2), забивши у цій грі дебютний гол за роттердамців.

## Кар'єра у збірній
Джавайро Ділросун виступав за юнацькі та молодіжні збірні Нідерландів різного віку. Вперше він був викликаний в юнацьку збірну до 15 років у квітні 2013 року для участі в товариських матчах, де в 4 матчах відзначився один раз, забивши гол у грі проти Німеччини. 13 лютого 2015 року в матчі юнацької збірної Нідерландів до 17 років Ділросун забив три м'ячі у ворота Англії. У складі збірної до 17 років гравець взяв участь у юнацькому чемпіонаті Європи 2015 року, зігравши у всіх трьох матчах групового етапу, але в раунд плей-оф Нідерланди не пробилися, поступившись місцем у групі Англії та Італії.
У листопаді 2015 року він також двічі зіграв у збірній до 18 років, граючи проти однолітків з Німеччини (1:0) та Туреччини (0:0).
Влітку 2017 року Ділросун у складі збірної Нідерландів до 19 років взяв участь у юнацькому чемпіонаті Європи, де зіграв у всіх матчах своєї команди і разом з нею пробився до півфіналу, в якому Нідерланди поступилися Португалії з рахунком 0:1. На турнірі футболіст відзначився двома гольовими передачами у першому матчі групового етапу проти збірної Німеччини.
2018 року провів два матчі за збірну Нідерландів до 20 років і забив гол у грі проти Чехії (1:3). Того ж року дебютував за молодіжну команду в матчі проти Болівії. У її складі був учасником молодіжного чемпіонату Європи 2021 року, дійшовши до півфіналу.
Восени 2018 року головний тренер національної збірної Нідерландів Рональд Куман запросив Джавайро до своєї команди, 9 листопада було оголошено про включення Ділросуна в заявку для участі в матчах групового етапу Ліги націй УЄФА проти Франції та Німеччини. Футболіст дебютував за збірну Нідерландів 19 листопада 2018 року у матчі проти Німеччини. Він з'явився на полі після перерви між таймами, замінивши Раяна Бабеля, який травмувався. Однак через 21 хвилину Ділросун сам отримав травму і був замінений на Люка де Йонга. Тим самим Джавайро став першим гравцем збірної Нідерландів, який у дебютному матчі вийшов на заміну, а потім був замінений сам.

## Ігрова характеристика
За словами футболіста в дитинстві він багато грав у вуличний футбол і багато своїх футбольних навичок набув граючи на вулиці. Ділросун має гарну швидкість і техніку, може зіграти як на будь-якому з флангів, так і на позиції центрального нападника.

## Особисте життя
Джавайро Ділросун захоплюється відеоіграми, зокрема на PlayStation.
Є племінником чемпіона Європи 1988 року у складі Нідерландів Гералда Ваненбурга.

## Титули і досягнення
- Чемпіон Нідерландів (1):

«Феєнорд»: 2022-23